# Maria Melo
Maria Melo es una deportista portuguesa que compitió en bochas adaptadas. Ganó una medalla de oro en los Juegos Paralímpicos de Seúl 1988 en la prueba de equipo mixto (clase C1-C2).

## Palmarés internacional
| Juegos Paralímpicos | Juegos Paralímpicos  | Juegos Paralímpicos | Juegos Paralímpicos |
| Año                 | Lugar                | Medalla             | Prueba              |
| ------------------- | -------------------- | ------------------- | ------------------- |
| 1988                | Seúl (Corea del Sur) | Medalla de oro      | Equipo C1-C2 mixto  |